# Kafenol postupak
Kafenol postupak je  alternativni fotografski proces u kojem se fenoli, natrijev karbonat i opcionalno vitamin C koriste u vodenoj otopini kao razvijač za film i fotografije.
Druge bazične (za razliku od kiselih) kemikalije mogu se koristiti umjesto natrijevog karbonata; međutim, natrijev karbonat je najčešće korišten.
Postoje mnoge formule za kafenol, a sve se temelje na pripravcima koji sadrže kofeinsku kiselinu (tj. kavu ili čaj) i modifikator pH, najčešće natrijev karbonat. Kemija razvijača kafenola temelji se na djelovanju reducensa kofeinske kiseline, koja kemijski nije povezana s kofeinom.

## Povijest
Klasa tehničke fotografske kemije na Rochester Institute of Technologyju 1995. godine, koju je vodio Scott Williams, razvila je metodu razvijanja fotografskog filma pomoću standardnih kućanskih pripravaka. Testirali su mješavine čaja i kave u kombinaciji s dodacima za uravnoteženje pH vrijednosti i uspješno izradili slike za ispis za eksponirani film. Od tada je postupak uspješno prilagođen za uporabu piva, crnog vina, i infuzije s namirnicama bogatim polifenolima, poput klinčića, ružmarina i sjemenki mesquitea.